# Casio Dionisio de Útica

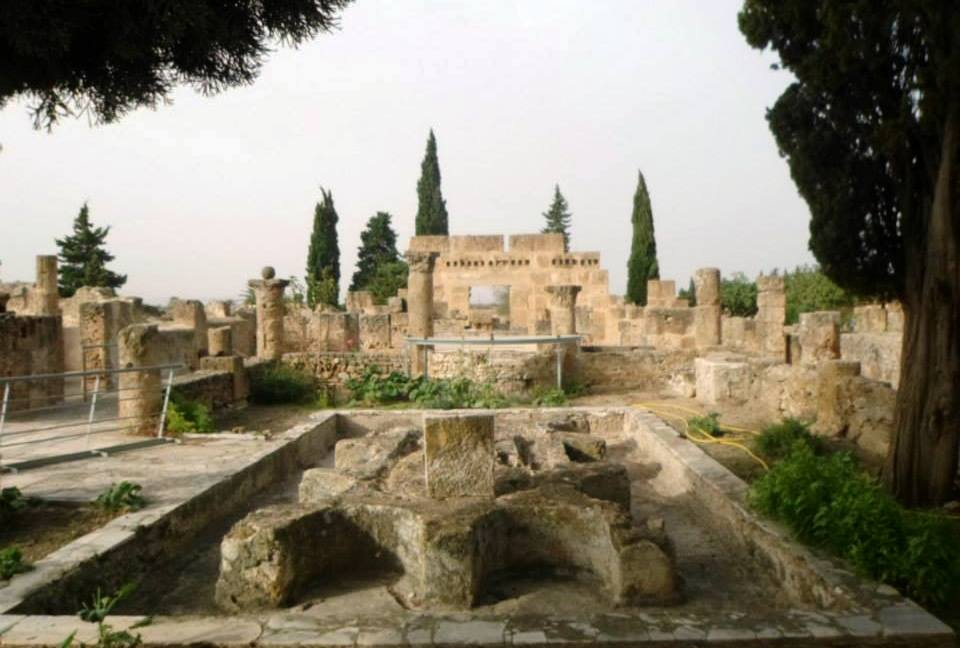
Foto de Útica

Casio Dionisio de Útica fue un escritor griego clásico sobre temas agrarios, que vivió en el siglo II a. C.. El nomen romano «Casio», combinado con el cognomen griego «Dionisio», parecen identificarle como esclavo (quizá prisionero de guerra), originalmente grecoparlante, que estuvo al servicio (y fue posteriormente liberado) por un romano de la gens Casia. Casio Dionisio recompiló un manual de cultivo en griego, hoy perdido. Su título era Georgika («Agricultura»); se dividía en veinte tomos, y estaba dedicado por su autor al pretor romano Sextilio. 
De acuerdo a Columela, que hizo referencia a este trabajo en su obra superviviente De Agricultura («sobre la agricultura»), una cantidad equivalente a ocho tomos del tratado de Dionisio - dos quintas partes -, fue traducida de la obra del escritor púnico Magón. Tras la destrucción de Cartago por parte de Roma en 146 a. C., las librerías cartaginesas fueron repartidas entre los reyes de Numidia, pero el trabajo de Magón se consideró demasiado importante para perderse. Fue llevado a Roma y el Senado encargó a Décimo Junio Silano la traducción de la obra. Se desconoce si Casio Dionisio trabajó de manera independiente o partiendo de los trabajos de Silano, aunque su residencia en Útica (previamente territorio cartaginés) lleva a la posibilidad de que conociera púnico, así como latín y griego.
La compilación de Casio Dionisio es referenciada en ocasiones por autores posteriores, pero su gran extensión la hacía poco popular. Fue poco después resumida por Diófanes de Nicea, cuya versión la reducía a seis tomos.

## Obras
- Nombres griegos de los vientos y su importancia para el agricultor.[3]
- Cómo seleccionar a los jornaleros.[4]
- Tipos de abono.[5]
- Mulas y potros de África. Mulas y potrillos en el duodécimo mes tras su concepción.[6]
- Notas sobre los animales de granja.[7]
- Dos nombres para los puerros.[8]